# Rima Sharp
Rima Sharp ist eine gewundene Rille auf dem Erdmond, die auf die selenografischen Koordinaten 46,02 ° N 50,36 ° W zentriert ist. Sie verläuft westlich des namensgebenden Kraters Sharp im Mare Frigoris in nordsüdlicher Richtung. Der Name dieser Mondstruktur wurde 1964 von der Internationalen Astronomischen Union (IAU) genehmigt.
Zirka 20 Kilometer westlich der Rille, nahe dem Massiv Louville Omega landete am 1. Dezember 2020 die chinesische Mondsonde Chang’e 5.
Man geht davon aus, dass Rima Sharp die Hauptquelle für die von der Sonde zurückgebrachten Bodenproben ist. Aus einer Zählung der Kraterdichte am Boden der Rille schloss man, dass sie sich vor etwa 1,7 Milliarden Jahren gebildet haben musste.
Später wurde das Alter des zurückgebrachten Materials über einen Vergleich des Blei-Isotopen-Verhältnisses auf 1,96 Milliarden Jahre bestimmt.